# Lorenzo Garbieri
Lorenzo Garbieri (Bologna, 1580 – Bologna, 5 aprile 1654) è stato un pittore italiano, appartenente alla scuola bolognese.

## Biografia
Esponente del barocco, fu allievo di Ludovico Carracci, tanto che talvolta venne chiamato il nipote dei Carracci. Subì anche l'influenza artistica del Caravaggio e di Lionello Spada dai quali trasse l'ispirazione delle scene notturne di alcune sue opere. Col tempo i dipinti di Garbieri si riempirono di più luce avvicinandosi allo stile del Correggio, di Giovanni Lanfranco e di Sisto Badalocchio.
Tra gli allievi ebbe il figlio Carlo che comunque non ebbe lo stesso suo successo.

### Opere

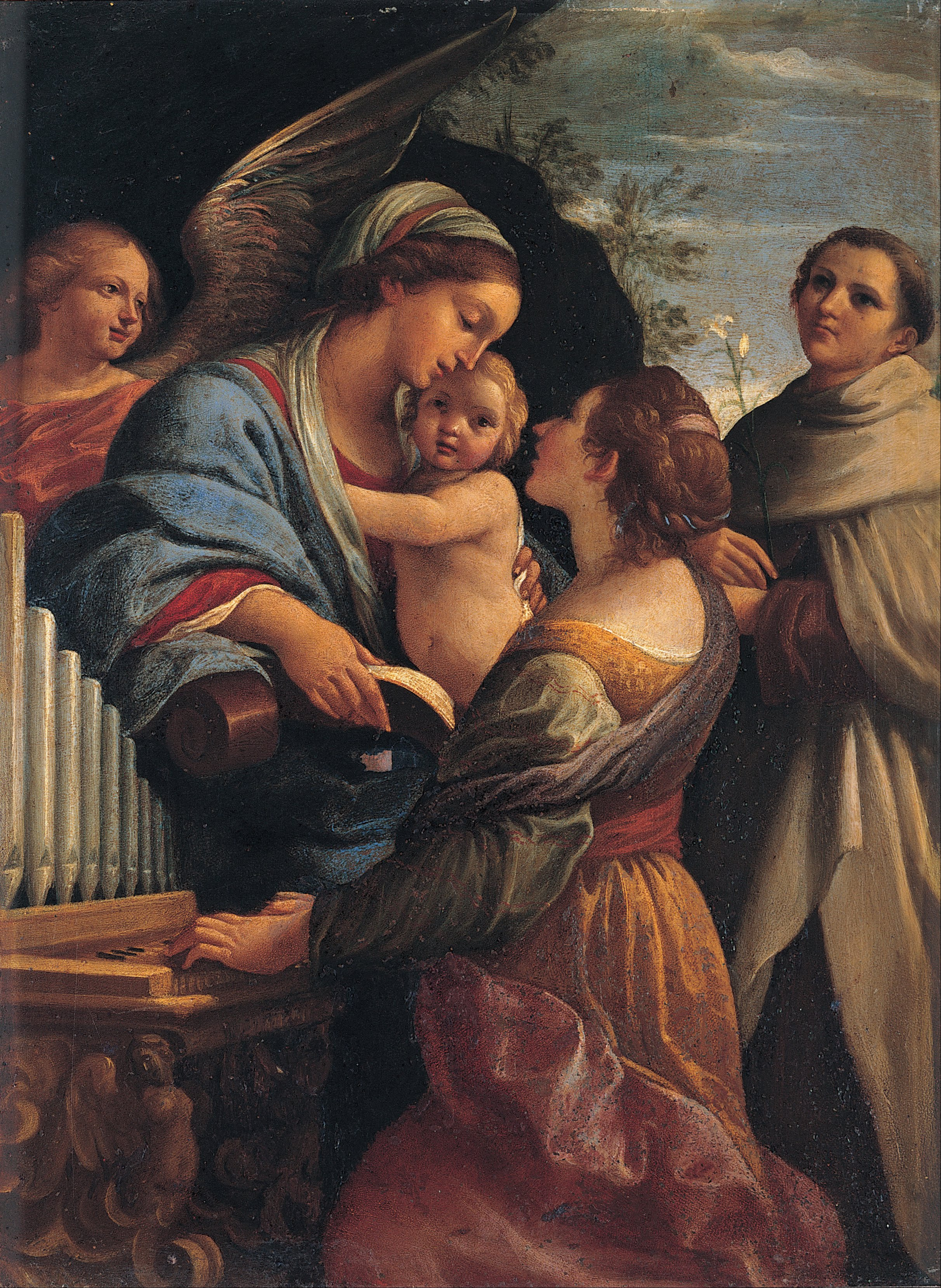
Madonna con il Bambino e i santi Cecilia e Alberto, 1615

- Compianto sul Cristo morto, 1600-1602, affresco, Bologna, Oratorio di San Colombano.
- Deposizione di Cristo dalla croce, 1600-05, olio su tela, 224x183 (300x240) cm, ottagonale, Milano, Chiesa di Sant'Antonio Abate.
- Deposizione di Cristo nel sepolcro, 1600-1605, olio su tela, 224x183 (300x240) cm, ottagonale, Milano, Chiesa di Sant'Antonio Abate.
- San Carlo Borromeo approva la regola dei Barnabiti, 1611-1612, olio su tela, Bologna, Basilica di San Paolo Maggiore, cappella di San Carlo Borromeo.
- San Carlo Borromeo penitente in processione durante la peste, 1611-1612, olio su tela, Bologna, Basilica di San Paolo Maggiore, cappella di San Carlo Borromeo.
- San Carlo Borromeo comunica gli appestati, 1611-1612, olio su tela, Bologna, Basilica di San Paolo Maggiore, cappella di San Carlo Borromeo.
- Circe, olio su tavola, 66x52 cm, Pinacoteca Nazionale di Bologna.
- Storie di Giacobbe, olii su tela, Bologna, Chiesa di Santa Maria dei mendicanti.
- Martirio di Santa Felicita e La Strage dei Figli di Santa Felicita, 1613-26, olii su tela, Mantova, Chiesa di San Maurizio.
- Caduta di Simon mago, Napoli, Museo nazionale di Capodimonte.
- Trasporto del corpo di s. Stefano, Genova, Galleria Durazzo Pallavicini.